# Outrageous
"Outrageous" é uma canção gravada pela artista americana Britney Spears para seu quarto álbum, In the Zone. Foi lançado em 6 de maio de 2004 pela Jive Records como o quarto e último single do álbum. Foi escrita e produzida por R. Kelly. A canção foi escolhida pela gravadora para o ser o primeiro ou o segundo single, mas Spears exigiu que "Me Against the Music" e "Toxic" respectivamente, fossem lançados. Foi finalmente anunciada como single após ter sido selecionada como a música tema do filme de 2004 Catwoman. "Outrageous" é uma canção de R&B com influência do hip hop e um toque exótico. Liricamente, a canção fala sobre materialismo e divertimento. "Outrageous" recebeu opiniões diversificados dos críticos, alguns elogiaram o seu som covarde, notando sua influência por Michael e Janet Jackson, enquanto outros a consideraram "esquecível".
"Outrageous" entrou nas paradas musicais apenas nos Estados Unidos, se posicionando em várias paradas da Billboard e atingindo a posição de número setenta e nove no Hot 100. Spears performou a canção somente uma vez, em 2004 na The Onyx Hotel Tour. O videoclipe da canção estava sendo filmado na Cidade de Nova Iorque em junho de 2004, quando Spears machucou o joelho e teve que passar por uma cirurgia de artroscopia. O videoclipe foi cancelado, bem como o restante da The Onyx Hotel Tour e sua aparição na trilha sonora de Catwoman. Um complexo de diferentes cenas foi lançado no DVD Greatest Hits: My Prerogative.

## Antecedentes
"Outrageous" foi escrita e produzida por R. Kelly, e foi gravado na The Chocolate Factory, em Chicago, Illinois. Penelope Magnet e Christopher "Tricky" Stewart da equipe de produção RedZone foram cotados para produzir os vocais de Spears. Ela gravou seus vocais na Battery Studios na Cidade de Nova Iorque. A canção mais tarde foi mixada por Serban Ghenea na MixStar Studios em Virginia Beach, Virginia. Em 11 de setembro de 2003, "Outrageous" foi confirmada como uma das faixas de In the Zone. Jive Records esperava que a canção fosse lançada como o primeiro single do álbum, mas Spears convenceu-os a lançar a sua colaboração com Madonna, "Me Against the Music". A faixa também foi cotada para ser o segundo single, juntamente com "(I Got That) Boom Boom", mas Spears selecionou "Toxic" como alternativa. Em 1 de junho de 2004 foi anunciado que "Outrageous" seria lançado como o quarto single do álbum e seria enviado para estações de rádio em 29 de junho de 2004. Também foi anunciado que a faixa seria a canção tema do filme de 2004, Catwoman.

## Composição
"Outrageous" é uma canção de R&B com influências do hip hop. A batida foi comparado por Gavin Mueller da Stylus Magazine, com o single de de 2003 de R. Kelly, "Snake". Jennifer Vineyard da MTV notou que "ela sussurra e geme [...] com uma melodia de encantamento de serpentes, a canção tem um toque exótico".. Nick Southall da Stylus Magazine comparou os vocais de apoio ao músico de Punjab, Nusrat Fateh Ali Khan. De acordo com a partitura publicada no Musicnotes.com pela Universal Music Publishing Group, "Outrageous" é composta por uma tonalidade de Ré maior, com um andamento de 105 batidas por minuto. A letra da canção fala sobre o materialismo e divertimento, com Spears fazendo referência no refrão a uma série de coisas que lhe dão prazer, tal como "a minha turnê mundial" e "meu desejo sexual". Vineyard notou, "O efeito cumulativo parece que é projetado para colocar o ouvinte no lugar do amante —aproveitando ao máximo o olhar masculino auricular". Sal Cinquemani da Slant Magazine disse que a faixa "inclui uma impressão paralela que revela muito sobre um dos maiores da música —como Alanis Morissette, por exemplo— e tarefa monótona e árdua: ela canta 'meu desejo sexual' e 'a minha maratona de compras' com o mesmo entusiasmo de gotejamento".

## Recepção

### Opinião da crítica
"Outrageous" recebeu opiniões mistas dos críticos. Mim Udovitch da Blender chamou a canção de um "número de club de R. Kelly, [que] é quente, estranha compulsão e letras que são praticamente miseráveis, ao estilo de Britney". William Shaw da Blender selecionou a canção como a nona melhor de Spears, destacando "o canto absurdo" em 1:10. Enquanto em sua revisão para Greatest Hits: My Prerogative, Ann Powers comentou, "'Outrageous' é um pequeno modo de R. Kelly assumir a ideia de canções de Janet Jackson". Spence D. do IGN disse que a canção "é uma pequena derivação de um vinco egípcio. No entanto, é muito repetitivo, do tipo covarde e sutil". Kelefa Sanneh do The New York Times chamou a canção de "[uma] composição que parece ter um piloto automático por dois minutos e de repente muda de velocidade em uma deliciosa ponte inspirada pelo Michael Jackson". Annabel Leathes da BBC Online afirmou que "R. Kelly transformou Britney em um cover de Beyoncé". Caryn Ganz da Spin disse que "Outrageous" "em parte alguma faz alguma homenagem fabulosa". Dave de Sylvia da Sputnikmusic chamou a canção de "um single esquecível, mas ainda sim cativante". David Browne da Entertainment Weekly disse que juntamente com "(I Got That) Boom Boom", "[elas] são um pouco mais que dançantes, com base em ritmos contraditórios, dando à Spears uma imagem de princessa sexy". Jamie Gill do Yahoo! Music Radio comentou que, "é uma canção comum e pouco indecoroso".

### Performance comercial
Em 14 de agosto de 2004, "Outrageous" estreou na posição de número oitenta e cinco no Hot 100 da Billboard nos Estados Unidos. Em 28 de agosto de 2004, atingiu a posição de número setenta e nove. Na mesma semana, a canção atingiu a posição de número vinte e três ma Pop Songs, e em 11 de setembro de 2004 na posição de número vinte e sete na Hot Dance Club Songs, ambas paradas da Billboard. "Outrageous" atingiu a posição de número catorze na Hot Dance Singles Sales.

## Vídeo musical

O video de "Outrageous", com participação do convidado especial Snoop Dogg.

O videoclipe de "Outrageous" foi dirigido por Dave Meyers, que havia trabalhado anteriormente  com a cantora nos videoclipes de "Lucky" e "Boys", bem como nos comerciais da Curious. Foi filmado em abril 2004. locais ao ar livre em Queens e em Manhattan, na Cidade de Nova Iorque O vídeo foi definido para estreia na MTV em 28 de junho de 2004, mas não foi lançado, porque Spears caiu e machucou o joelho esquerdo. Um vídeo com 45 segundos composta por cenas que foram filmadas foi lançado no DVD de 2004 Greatest Hits: My Prerogative. O vídeo começa com Snoop Dogg e um grupo de homens jogando basquetebol em uma quadra ao ar livre, onde Spears aparece vestindo uma roupa folgada, que concistia em uma camiseta regata azul e um short. Ela começa a flertar com ele, antes de pular para os braços dele e lambendo sua barba. Na cena seguinte, ela se apresenta com seus dançarinos em uma rua à noite.

### Lesão
Spears estava filmando as cenas de dança em Manhattan em cerca de 11:30 p.m., ela caiu e machucou o joelho esquerdo. Ela foi levada imediatamente para um hospital local, onde os médicos realizaram um exame de ressonância magnética e descobriram uma cartilagem flutuante. No dia seguinte, Spears passou por uma cirurgia artroscópica, Spears foi forçado a permanecer seis semanas com uma cinta na coxa, seguido por oito a doze semanas de reabilitação, o que causou o cancelamento do resto das filmagens, assim como o restante da turnê The Onyx Hotel. "Outrageous" então foi descartada como a canção tema do filme Catwoman.

## Performances ao vivo
Spears performou a canção somente uma vez, em 2004 na The Onyx Hotel Tour. Foi a última canção do quinto ato do show, intitulado "Security Cameras". Ela performou "Breathe on Me" usando uma lingerie rosa enquanto imitava vários práticas sexuais com seus dançarinos. Depois que terminou a performance, ela vestiu um casaco branco, enquanto seus dançarinos usavam em preto e começaram a performance de "Outrageous". O ato terminou com uma sátira que seguiu para a performance final, "(I Got That) Boom Boom".

## Faixas e formatos
| - CD single japonês 1. "Outrageous" — 3:21 2. "Outrageous" (Murk Space Miami Mix) — 6:48 3. "Outrageous" (Junkie XL's Dancehall Mix) — 2:55 4. "Outrageous" (Junkie XL's Tribal Mix) — 6:08 5. "Toxic" (Armand Van Helden Remix) — 9:34 6. "Everytime" (Above And Beyond Club Mix) — 8:46 7. "Everytime" (Scumfrog Haunted Dub) — 8:20 | - Vinil 12" 1. "Outrageous" (Murk Space Miami Mix) — 6:48 2. "Outrageous" (R. Kelly Remix) — 3:24 3. "Outrageous" (Junkie XL's Dancehall Mix) — 2:55 4. "Outrageous" (Josh Harris Mixshow) — 5:52 5. "Outrageous" (Junkie XL's Tribal Mix) — 6:08 - The Singles Collection Boxset Single 1. "Outrageous" — 3:21 2. "Outrageous" (Junkie XL's Dancehall Mix) — 2:55 |

### Posições
| Chart (2011)                                     | Melhor posição |
| ------------------------------------------------ | -------------- |
| Estados Unidos - Billboard Hot 100               | 79             |
| Estados Unidos - Billboard Pop Songs             | 23             |
| Estados Unidos - Billboard Dance/Club Play Songs | 27             |
| Japão - Oricon                                   | 31             |

## Créditos
| - Britney Spears – vocalista, vocais de apoio - R. Kelly – compositor, produtor, co-mixer, vocais de apoio - Ian Mereness – gravação, programação - Abel Garibaldi – gravação, programação - Andy Gallas – gravação - Brian "B-Luv" Thomas – gravação, edição digital | - John Hanes – edição digital - Trixster – arranjo vocal e edição - Penelope Magnet – arranjo vocal e edição, vocais de apoio - Serban Ghenea – mixagem - Donnie Lyle – guitarras - Roxanne Estrada – vocais de apoio |